# Эссер, Герман
Герман Эссер (нем. Hermann Esser; 29 июля 1900, Рёрмос, Дахау — 7 февраля 1981, Дитрамсцелль) — один из первых последователей Гитлера, журналист политический и государственный деятель нацистской Германии, группенфюрер НСФК (1943).

## Политическая деятельность
Вернувшись с Первой мировой войны, Эссер некоторое время состоял в Независимой социал-демократической партии Германии, работал журналистом в социал-демократической газете и пытался учредить собственную партию. Эссер был первым социал-демократом, вступившим 8 или 9 ноября 1919 года (он и сам не знал точно) в ДАП, а затем в НСДАП (член № 2). С 1919 года он был редактором газеты Völkischer Beobachter. Эссер сыграл важную роль в создании 25 пунктов программа НСДАП и входил вместе с Эрнстом Рёмом, Юлиусом Штрайхером, Кристианом Вебером и Дитрихом Эккартом в число всего лишь пяти последователей, в которых Гитлер «признал», что честь для них прежде всего.
В 1923 году Эссер, который считался хорошим оратором, был назначен первым «пропагандистом НСДАП». Несмотря на болезнь, он активно участвовал в Пивном путче, начавшемся 8 ноября 1923 года в пивной Бюргербройкеллер, и разработал «Воззвание к немецкому народу». За нарушение общественного порядка он был приговорён к трём месяцам тюремного заключения.
До 1933 года он работал редактором и в городском совете Мюнхена, был членом баварского парламента, баварским государственным министром и руководителем Государственной канцелярии в Мюнхене. С 1933 и до роспуска парламента на основании Закона о реорганизации Империи от 30 января 1934 г. (RGBl. I S. 75) он был председателем баварского ландтага, а также баварским министром по экономическим вопросам с марта 1934 по 1935 год.
В результате политических интриг и скандала, связанного с разводом, потерял часть политического влияния, и его карьера в 1935 г. была в тупике.
Только в 1939 г. он был назначен статс-секретарём в Имперское министерство народного просвещения и пропаганды. Эта должность, фактически не дававшая власти, обеспечила ему респектабельный доход. В 1933—1945 годах Эссер был депутатом рейхстага и его вице-президентом.
Эссер был фанатичным антисемитом. В 1939 году он опубликовал книгу Die jüdische Weltpest («Мировая еврейская чума»).
После войны Эссер при денацификации был классифицирован как незначительный попутчик. В 1945—1947 годах он находился в американском плену. В 1949 году был классифицирован новыми немецкими властями как крупный преступник и приговорен к пяти годам лагерей. В 1952 году он был освобожден.

## Награды
- Почётный крест ветерана войны
- Почётный знак Кобург
- Орден крови
- «Немецкая Олимпийская награда» 1-й степени
- «Немецкая Олимпийская награда» 2-й степени
- Звезда Почетного знака Немецкого Красного креста
- Почетный знак Немецкого Красного креста 2 степени
- Медаль «В память 13 марта 1938 года» Аншлюс-Медаль.
- Медаль «В память 1 октября 1938 года»
- Золотой партийный знак НСДАП
- Медаль За выслугу лет в НСДАП в бронзе, серебре и золоте

## Сочинения
- Die jüdische Weltpest. Judendämmerung auf dem Erdball. Eher, München 1939.[4]
- «Bayerns Retter heißt Adolf Hitler.» Ansprache des Stadtrats Hermann Esser. Nationaler Schallplatten Dienst, Berlin.